# Gelasma convallata
Gelasma convallata là một loài bướm đêm trong họ Geometridae.